# کیسوکا
کیسوکا (به انگلیسی: Kysuca) رودخانه‌ای است که در اسلواکی جریان دارد.